# Ligue du Sud (hockey sur glace)
Pour les articles homonymes, voir Ligue du Sud.
La Ligue du Sud a été une compétition de hockey sur glace regroupant les meilleures équipes de hockey sur glace d'Angleterre, à partir de 1966. En 1978, elle a été remplacée par Ligue Inter-City (ou Ligue anglaise du Sud) et la Ligue anglaise du Nord.

## Palmarès
- 1970-1971 : Sussex Senators
- 1971-1972 : Sussex Senators
- 1972-1973 : Altrincham Aces
- 1973-1974 : Streatham Redskins
- 1974-1975 : Streatham Redskins
- 1975-1976 : Streatham Redskins
- 1976-1977 : Streatham Redskins
- 1977-1978 : Solihull Barons